# Cajicá (kommun)
Cajicá är en kommun i Colombia.   Den ligger i departementet Cundinamarca, i den centrala delen av landet, 30 km norr om huvudstaden Bogotá. Antalet invånare är 45 391.